# Krystyn z Skrzypna
Krystyn z Skrzypna – starosta Złotoryjski w 1375 roku, protoplasta  Skrzypieńskich i Twardowskich  herbu Ogończyk

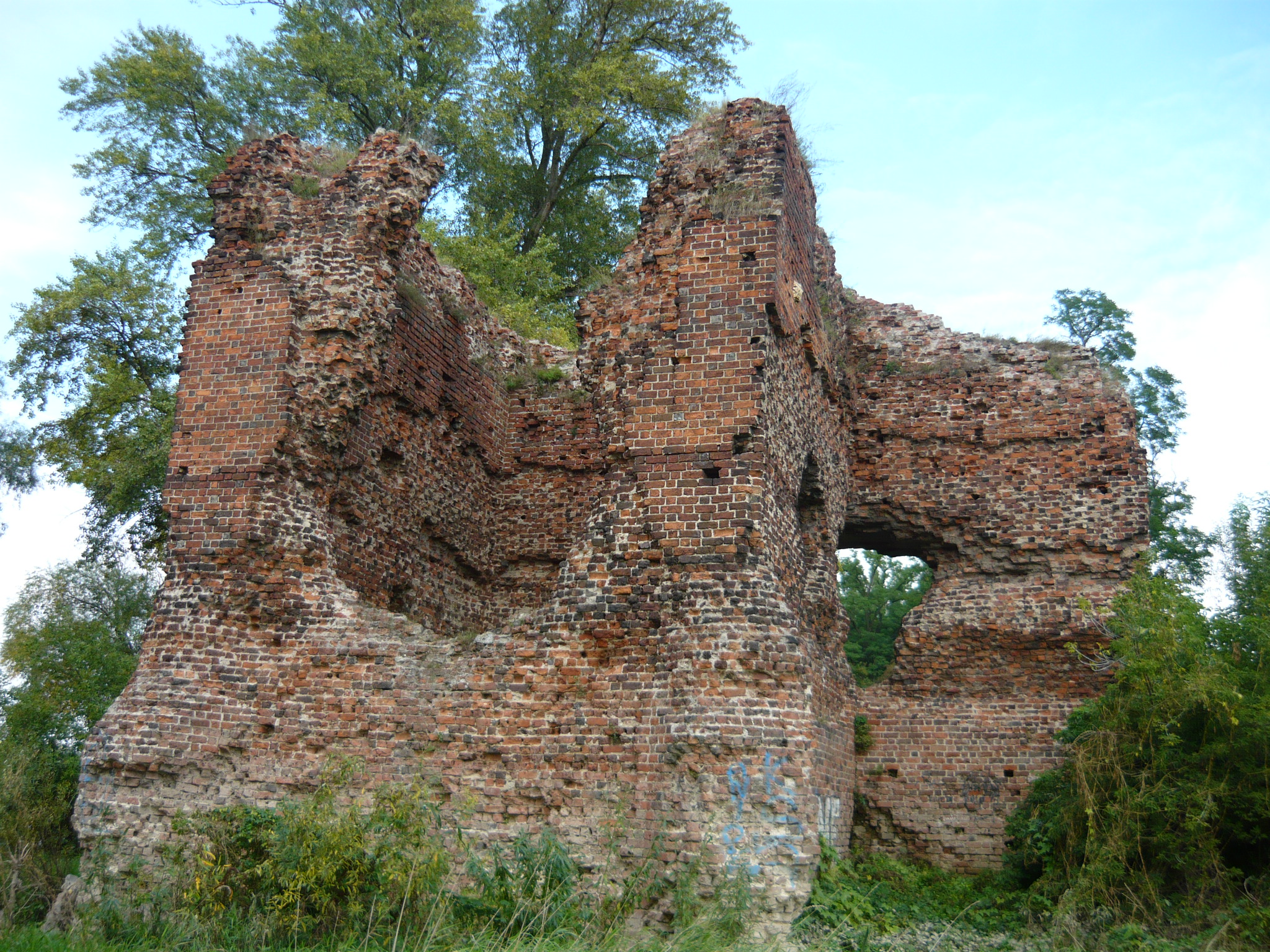
Ruiny zamku w Złotorii

Krystyn ze Skrzypna  był szwagrem Sędziwoja z Szubina  Wojewody kaliskiego.  Krystyn w 1375 roku nie  utrzymał zamku w Złotorii, zamek przejął podstępem Władysław Biały. Krystyn ze Skrzypna dostał się do niewoli, musiał wpłacić 500 grzywien okupu by  go uwolniono .